# Oliver Graf (Manager)
Oliver Graf (* 6. Dezember 1981 in Gifhorn) ist ein  deutscher Kulturmanager, Intendant und ehemaliger Theaterschauspieler.

## Leben

### Anfänge und Ausbildung
Graf wuchs in Knesebeck und Vorhop auf und legte 2002 sein Abitur am Gymnasium Hankensbüttel ab. Seinen Zivildienst absolvierte er in einer Fachklinik für Suchtrehabilitation in der Lüneburger Heide.
Von 2004 bis März 2008 absolvierte Graf eine Schauspielausbildung an der Freien Schauspielschule Hamburg. Später studierte er Kulturmanagement an der Universität für Musik und darstellende Kunst Wien (Institut für Kulturmanagement und Gender Studies).

### Schauspiel und Regie
Oliver Graf begann seine Theaterlaufbahn im Rahmen seines Zivildienstes als Mitarbeiter der Dramaturgie und Öffentlichkeitsarbeit am Schlosstheater Celle. Im Jahre 2002 war er dort als Regieassistent tätig und trat auch in mehreren Rollen auf. Bereits während seiner Ausbildung spielte er erste Solo-Rollen am Theater. Theaterengagements hatte er zunächst am Mecklenburgischen Landestheater Parchim (Spielzeit 2006/07) und an der Hamburgischen Staatsoper (ab der Spielzeit 2007/08 bis Ende der Spielzeit 2009/10). In der Spielzeit 2008/09 war er am Schlosstheater Celle engagiert.
In der Spielzeit 2009/10 spielte er an der Komödie am Altstadtmarkt in Braunschweig eine Hauptrolle, einen der beiden Handwerksgesellen, den Kesselschmied Gustav, in der Theaterproduktion Das Wirtshaus im Spessart und übernahm diese Rolle auch bei mehreren Tourneegastspielen dieser Produktion. In der Spielzeit 2009/10 war er dort außerdem in der Boulevardkomödie Hände weg von meiner Frau an der Seite von Hans-Jürgen Bäumler zu sehen und inszenierte die Kinder- und Jugendtheaterproduktion Peter Pan.

### Kulturmanagement
Graf war freier Mitarbeiter im Künstlerischen Betriebsbüro der Sächsischen Staatsoper Dresden (Semperoper), Assistent der Intendantin und Leiter der Direktionsbüros beim Festival junger Künstler Bayreuth sowie Assistent der Intendantin und Referent für Marketing am Stadttheater Gießen. Von 2011 bis 2014 war er bei den Bayreuther Festspielen als Disponent und Mitarbeiter im Künstlerischen Betriebsbüro engagiert. Ab der Spielzeit 2014/15 war er zunächst Disponent und künstlerischer Produktionsleiter am Staatstheater Darmstadt, mit Beginn der Spielzeit 2015/16 wurde er dort Mitglied der Operndirektion/Leiter Casting.
Ab Sommer 2017 war er Künstlerischer Betriebsdirektor und Stellvertreter der Intendantin im künstlerischen Bereich am Stadttheater Gießen und hatte einen Lehrauftrag am Institut für Musikwissenschaft und Musikpädagogik an der Justus-Liebig-Universität Gießen inne.
Seit der Spielzeit 2020/21 ist Graf Intendant und Geschäftsführer am Theater für Niedersachsen in Hildesheim. Sein Vertrag wurde mittlerweile bis 2030 verlängert.
Graf ist Autor des im Springer Verlag erschienenen Fachbuches Theaterdisposition: Die Kunst des Kunstermöglichens: ein Leitfaden für Theorie und Praxis.